# Vieux Pacte
Pour un article plus général, voir Histoire de l'Islande.

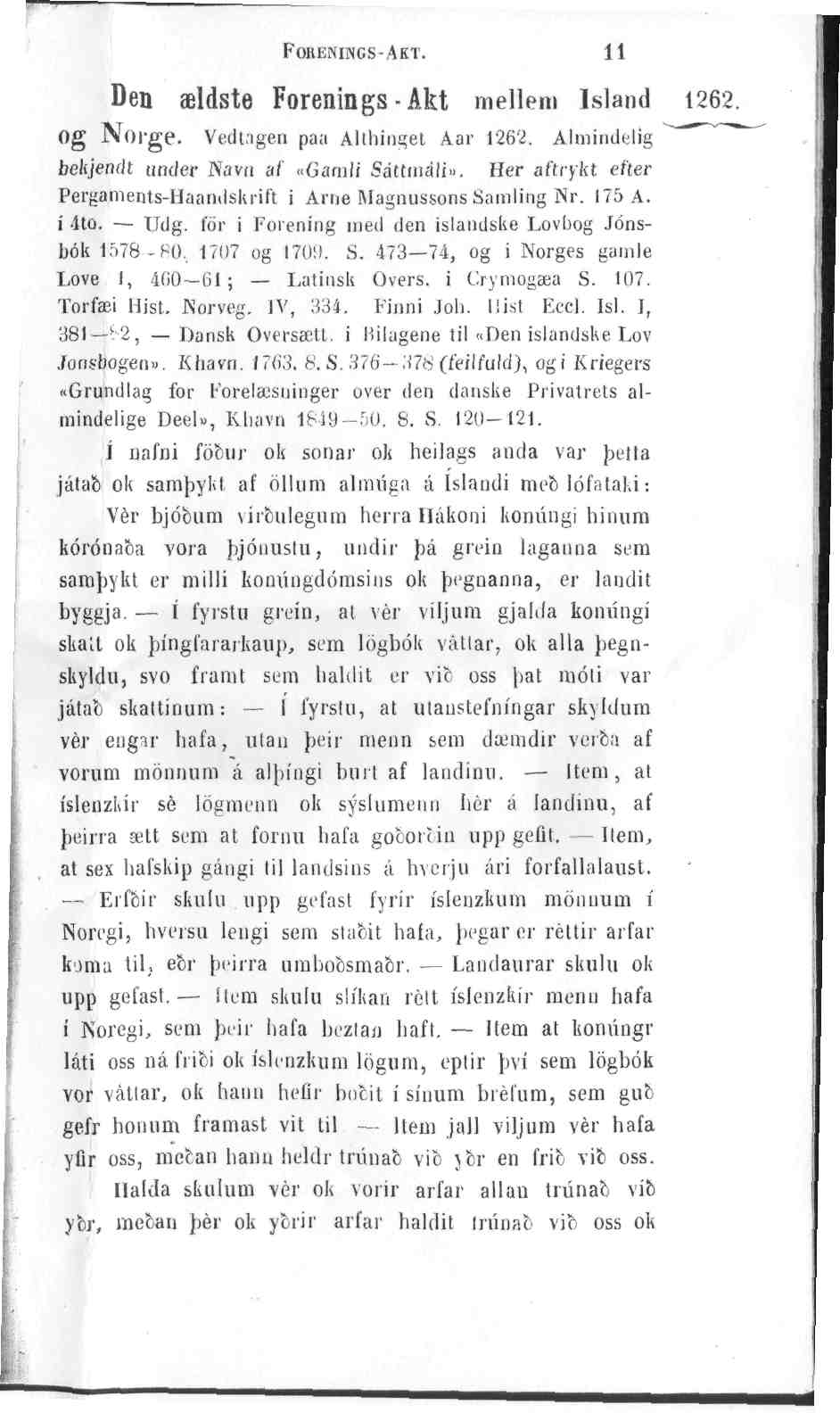
Copie du Vieux Pacte

Le Vieux Pacte (islandais: Gamli sáttmáliest) est un traité rendant effective l'union de l'Islande avec la Norvège, conclu entre 1262 et 1264. Ce texte est aussi connu sous le nom de Gissurarsáttmáli ("le pacte de Gissur"), en référence au chef islandais, Gissur Þorvaldsson, qui soutenait ce projet. Il fut conclu entre les principaux chefs islandais et Håkon IV, roi de Norvège. Le traité fut renouvelé en 1302 sur ordre de Håkon V.  

## Contexte
Les années précédant la signature du pacte, appelées Âge des Sturlungar et marquées par un climat de guerre civile, ont vu le roi norvégien essayer d'étendre son influence sur les clans familiaux islandais, et notamment sur celui des Sturlungs.
Plusieurs explications ont été données pour expliquer la soumission des chefs de clan islandais, les goðar, à la couronne norvégienne : 
- Épuisés par le climat de guerre civile, ils ont cru à l'instauration d'une paix durable grâce à la signature de ce pacte avec le roi.
- Ils ont craint que le roi ne mette en place un embargo sur l'Islande s'ils ne lui prêtaient pas allégeance.
- L'Église a soutenu la cause du roi.
- Les chefs de clan ont conclu un accord avec le roi afin d'être reconnus comme ses courtisans.
- Ils ont cédé leur autorité sur leurs territoires dans l'espoir de pouvoir les gouverner ensuite comme fiefs.
- Les Islandais n'avaient pas la même conception de la souveraineté ni du nationalisme, au sens moderne du terme.
- Le pouvoir royal était un système politique plus fort que le système parlementaire islandais, qui était alors très particulier en Europe.

## Contenu
Selon les dispositions du traité, les Islandais devaient payer l'impôt au roi norvégien, en échange de quoi celui-ci dotait l'île d'un code législatif et assurait le commerce maritime entre la Norvège et l'Islande. Les lois du parlement islandais ont été mises à jour et un livre de lois nommé Jónsbók a été publié en 1281. Sous la domination norvégienne, les liens commerciaux entre les deux pays se sont accrus et la colonisation islandaise s'est étendue.

## Conséquences
Le Vieux Pacte eut pour conséquence d'unir l'Islande et le royaume de Norvège. L'union entre ces deux entités conduit ensuite à celle entre l'Islande et le Danemark-Norvège (par le biais de l'Union de Calmar), et enfin à celle entre l'Islande et le Danemark à la suite du traité de Kiel. Elle dura jusqu'en 1944, date à laquelle l'île accéda à l'indépendance (fondation de la République d'Islande).

## Remise en cause
Les plus anciennes copies du Vieux Pacte datent du XVe siècle. Plusieurs historiens remettent donc en cause l'authenticité du pacte en lui-même, avançant qu'il s'agit peut-être d'une construction apocryphe. L'historienne Patricia Pires Boulhosa prétend que le Vieux Pacte serait en fait un document plus récent utilisé afin de négocier avec la couronne norvégienne au bénéfice des Islandais.